# Columbia Stellar Quartett
Das Columbia Stellar Quartett, kurz Stellar Quartett, auch bekannt unter dem Namen Broadway Quartett, war eine Formation von Sängern aus den Vereinigten Staaten die erstmals gegen Ende des Jahres 1913 in Erscheinung trat.

## Historie
Das Columbia Stellar Quartett, bestehend aus den beiden Tenören Charles W. Harrison und John Barnes Wells, dem Bariton Andrea Sarto sowie dem Bass Frank Croxton, veröffentlichte seine erste Aufnahme, angekündigt in der Dezemberausgabe in der Talking Machine World, im Januar 1914. Die doppelseitige 10 Zoll Schellackplatte der Columbia Graphophone Company beinhaltete die Musikstücke Sally In Our Alley und The Girl I Left Behind Me. Der erste Tenor John Barmes Walls wurde im Jahr 1915 durch Henry Burr ersetzt, der wiederum seine Ablösung durch Reed Miller fand. Nach dessen Ausscheiden aus dem Quartett gegen Ende des Jahres 1920 übernahm Harrison dessen Position als zweiter Tenor.
In den darauffolgend Jahren entwickelte sich das Stellar Quartett für Columbia zu einem gewichtigen Pfeiler bezüglich des Angebotes von klassischen Stücken in deren Musikkatalog. Eingedenk dessen, dass für populäre Titel des Öfteren der Name Broadway Quartett Verwendung fand. Insbesondere während der Zeit des Ersten Weltkrieges als das Quartett in hoher Frequenz, teilweise monatlich, Beiträge zum Musikmarkt der Vereinigten Staaten beisteuerte, verfestigte sich dessen Bedeutung für Columbia, ähnlich der des Orpheus Quartetts für die Victor Talking Machine Company. Hierin eingeschlossen war die gesangliche Unterstützung von Solisten wie Oscar Seagle, Margaret Keyes und Emma Lucy Gates Bowen, zuletzt Rosa Ponselle 1923.
Gegen Ende des Jahres 1920 zeigten sich erste Auflösungstendenzen, als Frank Croxton sich im November letztmals an Aufnahmetätigkeiten des Quartetts beteiligend, schlussendlich in die Dienste von Victor trat. Die Aufnahme Nearer, My God, to Thee aus dem gleichen Jahr war die letzte Veröffentlichung des Columbia Stellar Quartetts in originaler Besetzung. Der Titel Georgia Rose des Broadway Quartetts erschien im Jahre 1921. Von nun an sind, abgesehen von Charles W. Harrison, die später beitragenden Solisten unbekannt. Harrison selbst ruft im Jahr 1927 ein Quartett mit ähnlicher musikalischer Ausrichtung ins Leben, den American Singers.

## Tondokumente
Die nachfolgenden Tondokumente beinhalten die unter dem Abschnitt Historie aufgelisteten Aufnahmen. Insofern diese in den Bibliotheken Discography of American Historical Recordings oder der National Jukebox der Library of Congress enthalten sind, erfolgt eine Verlinkung zu jenen Institutionen.
- Sally In Qur Alley / The Girl I Left Behind Me – (Columbia, A1440)[2]
- Nearer, My God, to Thee – (Columbia, A3354)
- Swanee River Moon – (Columbia, A3432)
- Bring back my Bonnie to me – (Columbia, Matrix 79926)
- Georgia Rose – (Columbia, A3513)
- When they ring the golden bells for you and me – (Columbia, A3518)